# Kwacha do Maláui
O kwacha, ou, nas suas formas portuguesas, cuacha ou quacha, do Maláui (ISO 4217: MWK) é a moeda do Maláui, desde 1971. Divide-se em 100 tambala.

## Etimologia
O nome kwacha deriva da palavra nas línguas nianja e bemba que significa "alvorada", enquanto que o nome "tambala" significa o "galo", na língua ciNyanja (o símbolo da independência). O galo aparecia nas primeiras moedas de uma tambala.

## História
O kwacha substituiu a libra do Malawi em 1971 a uma taxa de dois kwacha para uma libra.
De acordo com um artigo no Nyasa Times datado de 9 de março de 2012, dentro dos próximos seis meses o Reserve Bank of Malawi introduziria uma nova série de notas, incluindo uma nota de 1.000 kwacha, o dobro da maior denominação atualmente em circulação. As notas foram anunciadas em Biantyre em 8 de março pelo governador Dr. Perks Ligoya. As novas notas seriam muito menores em tamanho do que as notas atuais, o que serviu como uma medida de corte de custos. A nova nota de 1.000 kwacha seria impressa pela De La Rue.

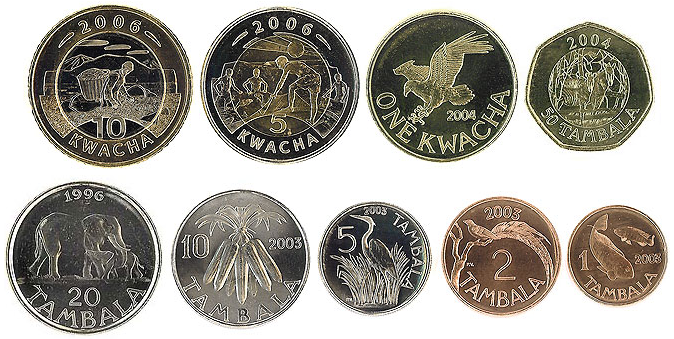
Moedas do Kwacha